# Arthroleptis vercammeni
Espèce
Synonymes
- Schoutedenella vercammeni Laurent, 1954

Statut de conservation UICN

 DD  : Données insuffisantes
Arthroleptis vercammeni est une espèce d'amphibiens de la famille des Arthroleptidae.

## Répartition
Cette espèce est endémique du Sud-Kivu au Congo-Kinshasa. Elle se rencontre aux environs de Mwenga à 1 650 m d'altitude.

## Étymologie
Cette espèce est nommée en l'honneur de Paul-Henry Vercammen-Grandjean (1915–1995).

## Publication originale
- Laurent, 1954 : Remarques sur le genre Schoutedenella. Annales du Musée Royal du Congo Belge. Nouvelle Série in-quarto. Sciences Zoologiques, vol. 1, p. 34-40.